# Coppa di Lettonia (pallavolo femminile)
La Coppa di Lettonia è una competizione pallavolistica per squadre di club lettoni femminili, organizzata con cadenza annuale dalla LVF.

## Edizioni
| Edizione      | Edizione          | Podio                 | Podio         | Podio         |               |
| Anno          | Sede della finale | Campione              | Risultato     | Finalista     |               |
| ------------- | ----------------- | --------------------- | ------------- | ------------- | ------------- |
| 2016 Dettagli | Riga              | Babīte                | 3 - 1         | RSU           |               |
| 2017 Dettagli | Riga              | Babīte                | 3 - 1         | MSĢ           |               |
| 2018 Dettagli | Riga              | Mārupes               | 3 - 2         | Jelgava       |               |
| 2019 Dettagli | Riga              | Rīgas Volejbola skola | 3 - 2         | Jelgava       |               |
| 2020          | -                 | Non disputata         | Non disputata | Non disputata | Non disputata |
| 2021 Dettagli | Jelgava           | Jelgava               | 3 - 2         | RSU           |               |
| 2022 Dettagli | Riga              | Rīgas Volejbola skola | 3 - 0         | RSU           |               |
| 2023 Dettagli | Riga              | Rīgas Volejbola skola | 3 - 0         | Jelgava       |               |
| 2024 Dettagli | Riga              | RSU                   | 3 - 0         | Mārupes       |               |

## Palmarès
| Squadra               | Titolo | Edizione         |
| --------------------- | ------ | ---------------- |
| Rīgas Volejbola skola | 3      | 2019, 2022, 2023 |
| Babīte                | 2      | 2016, 2017       |
| Mārupes               | 1      | 2018             |
| Jelgava               | 1      | 2021             |
| RSU                   | 1      | 2024             |